# Nové Štrbské pleso
Nové Štrbské pleso (deutsch Neuer Tschirmer See oder auch Neu-Csorbaer See, ungarisch Új-Csorbai-tó, polnisch Nowe Szczyrbskie Jezioro) ist ein See auf der slowakischen Seite der Hohen Tatra.
Er befindet sich etwa 0,5 km südöstlich des Bergsees Štrbské pleso (deutsch Tschirmer See), unterhalb der Talmündung der Mlynická dolina (deutsch Mühlbachtal) und seine Höhe beträgt 1311 m n.m. Seine Fläche liegt bei 21.135 m², er misst 243 × 182 m und seine maximale Tiefe beträgt 9,6 m. Durch den See fließt die Mlynica im Einzugsgebiet des Poprad.
Im Gegensatz zu den meisten anderen Seen in der Hohen Tatra wurde dieser See künstlich angelegt, und zwar auf der Stelle des Naklader Mooses, eines der sechs sogenannten Tschirmer Moose. Dies war eine Idee des Neusohler Architekten Karl Móry, der 1900 den verlandeten See wieder auffüllen ließ und bis 1905 als Teil des Ortes Neu-Tschirmer See ein Hotel am Ufer errichten ließ. Noch in den 1950er Jahren wurde der See zwecks Erholungsaktivitäten regelmäßig gereinigt, seither verlandet er aber wieder langsam und die Ufer sind durch Wasserpflanzen verkrautet.